# 大和ハウスパーキング
大和ハウスパーキング株式会社は、駐車場運営と不動産の賃貸と分譲を行う会社。大和ハウス工業傘下。

## 沿革
- 1974年（昭和49年）4月 - 福岡市中央区にて、貸ビル業を目的に個人にてダイヨシ開発を創業。
- 1976年（昭和51年）5月 - 有限会社ダイヨシ開発を設立。
- 1978年（昭和53年）12月 - 不動産販売事業を開始。
- 1989年（平成元年）7月 - 福岡市博多区に本社を移転。
- 1996年（平成8年）10月 - パーキング事業を開始。
- 2000年（平成12年）10月 - 有限会社ダイヨシ開発を株式会社ダイヨシ開発に改組。
- 2004年（平成16年）12月 - 株式会社ダイヨシトラストに商号変更。
- 2007年（平成19年）7月25日 - 福岡証券取引所Q-Board市場へ上場。
- 2011年（平成23年）12月 - 株式会社ボナ・プラザ及び株式会社ユーティライズ・パーキングを吸収合併。
- 2013年（平成25年）
  - 4月 - 福岡市中央区に本社を移転[2]。
  - 6月 - 大和ハウス工業が、同年4月より実施していた株式公開買付けの結果、議決権所有割合94.09%の株式を取得[3]。
  - 9月17日 - 上場廃止。
- 2015年（平成27年）3月1日 - 同じく大和ハウス工業の子会社である株式会社トモを吸収合併し、大和ハウスパーキング株式会社に商号変更。本社を東京都大田区（株式会社トモの本社所在地）に移転[4]。